# Velika Račna
Velika Račna este o localitate din comuna Grosuplje, Slovenia, cu o populație de 211 locuitori.